# Islas Filipinas (metrostation)
Islas Filipinas is een metrostation in het stadsdeel Chamberi van de Spaanse hoofdstad Madrid. Het station werd geopend op 12 februari 1999 en wordt bediend door lijn 7 van de metro van Madrid.